# Ковдорський гірничо-збагачувальний комбінат
Ковдорський гірничо-збагачувальний комбінат, Ковдорський ГЗК — ВАТ «Ковдорський ГЗК» — підприємство в РФ (Мурманська обл.).

## Історія
Відкритий у 1962 р.

## Характеристика
Сировинна база — комплексне родов. баделеїт-апатит-магнетитових руд, яке розробляється відкритим способом. З початку розробки родов. видобуто і перероблено 400 млн т руди, глибина кар'єра 300 м, залишок балансових запасів на 2002 р — бл. 300 млн т, що заплановано добути до 2020 р. Крім того, з 1995 р. розробляє техногенне родовище апатит-баделеїтових відходів (пісків), що забезпечує бл. 36 % апатитового і 43 % баделеїтового концентратів від загального обсягу їх виробництва. В 2008—2010 рр. техногенне родовище буде вичерпане. Перспективи розвитку пов'язані з освоєнням апатит-штафелітового родов. з запасами бл. 50 млн т руди з вмістом Р2О5 до 16 %. Ввід потужностей по переробці цієї сировини планується на 2006—2008 рр.

## Технологія розробки

Забезпечує комплексну переробку мінеральної сировини з використанням маловідходних технологій, випускає 16 % апатитового концентрату РФ, понад 3 млн т залізорудного концентрату, єдиний у світі виробник баделеїтового концентрату — сировини для виробництва вогнетривів, абразивних м-лів, тонкої кераміки, металічного цирконію.
При переробці комплексних магнетитових руд Ковдорського родовища з відходів магнітної сепарації отримують апатитовий концентрат, який використовується для виробництва добрив.
Технологічна схема магнітозбагачувальної фабрики Ковдорського ГЗК (рис.) включає чотири стадії дроблення в конусних дробарках, двостадійне подрібнення в стержневому і кульовому млинах до крупності 55 % класу — 0,074 мм, три стадії мокрої магнітної сепарації, фільтрування залізорудного концентрату і сушку його в зимовий період.
Відходи мокрої магнітної сепарації є вихідною сировиною апатито-вої збагачувальної фабрики комбінату. Технологічна схема апатитової збагачувальної фабрики включає комплекс підготовчих операцій (класи-фікацію, зневоднення і згущення відходів магнітозбагачувальної фабри-ки). Крупні класи відходів збагачуються в конусних сепараторах, грубий концентрат сепараторів розділяється гідрокласифікацією на класи крупності, які доводяться концентрацією на столах і мокрою магнітною сепарацією, після чого надходять на фільтрування, сушку і подальшу обробку та випал магнітною схемою з отриманням концентрату. Мокрі відходи гравітаційного відділення після подрібнення до крупності 50 % класу — 0,074 мм разом з дрібними фракціями відходів магнітозбагачувальної фабрики після згущення надходять на флотацію, яка включає основну операцію, дві контрольних і чотири перечисних. Апатитовий концентрат згущується, фільтрується і сушиться.